# Dialetti frisoni cittadini
Con dialetti frisoni cittadini (in olandese Stadsfries) si intendono diverse varianti della lingua mista derivate dalla combinazione dell'olandese e del frisone. I dialetti sono parlati nella provincia della Frisia nel nord dei Paesi Bassi e più in particolare nelle città di Leeuwarden, Sneek, Bolsward, Franeker, Dokkum, Harlingen, Stavoren e in alcune zone di Heerenveen.  Per ragioni linguistiche anche i dialetti parlati nelle municipalità di Ameland, Het Bildt, Kollumerland en Nieuwkruisland e nel villaggio di Midsland sull'isola di Terschelling vengono talvolta associati ai frisoni cittadini.
Il vocabolario dei dialetti frisoni cittadini deriva principalmente dalla lingua olandese e trae le sue origini nel XV secolo quando la Frisia perse la propria indipendenza a favore di una federazione con altre province olandofone. Soprattutto per la classe dirigente cittadina, la conoscenza dell'olandese divenne una necessità. Il risultato fu una commistione di vocabolario olandese strutturato con la grammatica frisone.